# Marie od svatého Petra a Svaté Rodiny
Sestra Marie od svatého Petra a Svaté Rodiny (rodným jménem Perrine Éluère, 4. října 1816, Rennes – 8. července 1848, Tours) byla francouzská bosá karmelitka a mystička,  který žila v Karmelu  v Toursu. Je známá především kvůli iniciování a šíření úcty ke Svaté Tváři a stála u zrodu tourského Arcibratrstva Svaté Tváře. Carmel Notre-Dame de l'Incarnation de Tours

## Stručný životopis
Pocházela z bretaňského města Rennes, do Karmelu Panny Marie od Vtělení v Toursu vstoupila 13. listopadu 1839, ve věku 23 let. Dne 8. června 1841 složila slavné sliby ve svém Karmelu. Marie od sv. Petra v roce 1843 měla zjevení, v němž jí Ježíš sdělil, že chce, aby jeho Tvář byla uctívána, na nápravu rouhání Božího jména a nezachovávání neděle. V roce 1844 měl říct: "Ti, kdo budou nahlížet mou zraněnou tvář na této zemi, jednoho dne budou hledět na slávu a majestát, které ji obklopují v nebi.". Marie od sv. Petra se snažila pohnout tourského arcibiskupa kardinála Morlota k tomu, aby zřídil v Toursu bratrstvo Svaté Tváře, ale arcibiskup nedůvěřoval jakýmkoli projevům mystiky. Bratrstvo vzniklo nejprve v Langres, v Toursu je zřídil až biskup Colet roku 1876, a v roce 1885 se stalo arcibratrstvem s povolením papeže Lva XIII.
To již ovšem sestra Marie od sv. Petra byla dlouho po smrti: zemřela na tuberkulózu dne 8. července 1848. Její tělesné pozůstatky byly v roce 1857 přeneseny do kostela tourského Karmelu, kde spočívají dodnes.

## Spiritualita odčiňování
Úcta ke Svaté Tváři měla rozměr odčiňování, tedy snažila se napravit urážky způsobené Bohu rouháním a znesvěcováním neděle. Vyjadřuje to modlitba zvaná "zlatý šíp": 
"Kéž je nejsvětější, nejposvátnější, nejrozkošnější, nejvíce nepochopitelné a nevyslovitelné Jméno Boží vždy chváleno, milováno, uctíváno a oslavováno v nebi, na zemi i pod zemí vším Božím stvořením. Kéž je bez ustání velebeno Nejsvětější Srdce našeho Pána Ježíše Krista v Nejsvětější svátosti oltářní. Amen."